# Новый городской оркестр Токио
Новый городской оркестр Токио (яп. 東京ニューシティ管弦楽団) — японский симфонический оркестр, основанный в 1990 году и базирующийся в Токио.
Основателем и первым руководителем оркестра выступил Акира Найто; в его наследии важное место занимает работа с музыкой Антона Брукнера, оркестр под управлением Найто записал несколько брукнеровских симфоний, а в 2007 г. впервые исполнил Третью симфонию Брукнера в редакции 1874 года. В 2006—2009 годах коллектив возглавлял Дайсукэ Сога, записавший с коллективом, в частности, две симфонии Василия Калинникова. В качестве приглашённого дирижёра с оркестром регулярно выступает Андрей Аниханов. Организационной особенностью оркестра является самоуправление музыкантов. Оркестр постоянно сотрудничает с Хоровым обществом Токио (яп. 東京合唱協会), оперными и балетными труппами, поп- и рок-исполнителями (в частности, с этим коллективом выступал в Японии Стинг во время мирового тура 2011 года). В 2007 г. с успехом прошли гастроли оркестра в Шанхае, за ними последовало турне по Вьетнаму в 2009 году.